# The Robots
Singles de Kraftwerk
Showroom Dummies The Model
The Robots (en allemand : Die Roboter) est une chanson du groupe de musique électronique allemand Kraftwerk.

## Albums
La chanson est la piste n°1 de l'album The Man-Machine, sorti en 1978. On retrouvera la chanson en version remixée sur l'album The Mix en 1991 ainsi que sur l'album live Minimum-Maximum en 2005.

## Paroles
Les paroles de la chanson sont assez minimalistes et sont vocodées en anglais, en allemand et en russe. La chanson est surtout connue grâce à la phrase en russe « Я твой слуга, я твой работник » (Ya tvoi sluga, ya tvoi rabotnik : « Je suis votre serviteur, je suis votre employé »).

## Boom des années 80
| Classement (1978)            | Meilleure position |
| ---------------------------- | ------------------ |
| Allemagne (Media Control AG) | 25                 |
| Autriche (Ö3 Austria Top 40) | 23                 |
| France (SNEP)                | 1                  |

| Classement (1991)              | Meilleure position |
| ------------------------------ | ------------------ |
| Royaume-Uni (UK Singles Chart) | 20                 |